# Interviews mit Monster-Mädchen
Interviews mit Monster-Mädchen (jap. 亜人ちゃんは語りたい, Demi-chan wa Kataritai) ist eine Manga-Serie von Petos, die seit 2015 in Japan erscheint. Sie ist in die Genres Comedy, Harem und Seinen einzuordnen und wurde 2017 als Anime-Fernsehserie adaptiert. 

## Inhalt
In einer Welt, in das Leben von Spukgestalten unter Menschen akzeptiert ist, interessiert sich Tetsuo Takahashi (高橋 鉄男) besonders für das Leben dieser andersartigen Wesen, die Ajin genannt werden. So studiert er Biologie, hat aber auch dabei nie Kontakt mit Ajin, bis er schließlich als Biologielehrer an eine Oberschule kommt. Dort sind drei seiner Schülerinnen Ajin: Die Vampirin Hikari Takanashi (小鳥遊 ひかり) bekommt ihr Blut von der Regierung und trinkt meist Tomatensaft; die Dullahan Kyōko Machi (町 京子) ist scheu, aber auch auf andere angewiesen um ihren Kopf zu bewegen; und die ängstliche Schneefrau Yuki Kusakabe (日下部 雪). In Interviews kann Takahashi erstmals direkt von den Ajin lernen, wie sie leben und gewinnt ihr Vertrauen. Sein unbescholtener Umgang führt aber auch dazu, dass sie Mädchen Gefühle für ihn entwickeln. Außerdem erfährt Takahashi bald, dass mit der Mathematiklehrerin Sakie Satō (佐藤 早紀絵) auch eine Kollegin von ihm ein Ajin ist – eine Succubus, die damit zu kämpfen hat, dass sich alle Männer um sie herum von ihr angezogen fühlen.

## Veröffentlichung
Der Manga erschien ab September 2014 im Magazin Young Magazine the 3rd des Verlags Kodansha. 2021 wechselte die Serie ins Gekkan Young Magazine. Im Dezember 2022 wurde der Manga dort abgeschlossen. Der Verlag brachte die Kapitel auch in elf Sammelbänden heraus. Die Bände verkauften sich jeweils über 160.000 mal.
Eine deutsche Übersetzung der Bände erschien von April 2018 bis August 2023 bei Altraverse mit allen elf Bänden. Eine englische Fassung bringt Kodansha selbst in den USA heraus.

## Anime-Adaption
Auf Grundlage des Mangas wurde 2017 eine 13-teilige Anime für das japanische Fernsehen produziert. Bei der Produktion von Studio A-1 Pictures führte Ryo Ando, Hauptautor war Takao Yoshioka. Das Charakterdesign stammt von Tetsuya Kawakami und die künstlerische Leitung lag bei Katsufumi Hariu.
Die je 25 Minuten langen Folgen wurden erstmals vom 7. Januar bis 25. März 2017 von den Sendern Tokyo MX, Gunma TV, Tochigi TV, BS11, AT-X, MBS gezeigt. Crunchyroll und Funimation Entertainment brachten den Anime parallel zur japanischen Ausstrahlung in englischer Synchronfassung heraus.

### Synchronisation
Die deutsche Synchronfassung entstand bei Violetmedia unter der Regie von Christian Hanisch. Die Dialogbücher schrieb Cindy Kepke.
| Rolle            | japanischer Sprecher | deutscher Sprecher |
| ---------------- | -------------------- | ------------------ |
| Tetsuo Takahashi | Junichi Suwabe       | Christopher Kussin |
| Hikari Takanashi | Kaede Hondo          | Rieke Werner       |
| Kyōko Machi      | Minami Shinoda       | Winnie Brandes     |
| Yuki Kusakabe    | Shiina Natsukawa     | Melanie Olbert     |
| Sakie Satō       | Yōko Hikasa          | Janina Dietz       |

### Musik
Die Musik der Serie wurde komponiert von Masaru Yokoyama. Das Vorspannlied ist Original. (オリジナル。) von TrySail und für den Abspann wurde das Lied Fairy Tale (フェアリーテイル) von Sangatsu no Phantasia verwendet.